# Cardiff South and Penarth (circonscription du Parlement britannique)
Ne doit pas être confondu avec Cardiff South and Penarth (circonscription du Senedd).
Circonscription parlementaire de la 

Chambre des communes
Cardiff South and Penarth est une circonscription électorale britannique située au pays de Galles.

## Members of Parliament
| Election | Election | Membrer,        | Parti  | Portrait |
| -------- | -------- | --------------- | ------ | -------- |
|          | 1983     | James Callaghan | Labour |          |
|          | 1987     | Alun Michael    | Labour |          |
|          | 2012     | Stephen Doughty | Labour |          |

## Élections

### Élections dans les années 2010
| Élections générales de 2017: Cardiff South and Penarth |                    |                   |        |      |       |
| Parti                                                  | Parti              | Candidat          | Votes  | %    | ±     |
|                                                        | Labour Co-op       | Stephen Doughty   | 30,182 | 59.5 | +16.7 |
|                                                        | Conservateur       | Bill Rees         | 15,318 | 30.2 | +3.4  |
|                                                        | Plaid Cymru        | Ian Titherington  | 2,162  | 4.3  | -3.1  |
|                                                        | Libéral Démocrates | Emma Sands        | 1,430  | 2.8  | -2.1  |
|                                                        | UKIP               | Andrew Bevan      | 942    | 1.9  | -11.9 |
|                                                        | Green              | Anthony Slaughter | 532    | 1.0  | -2.7  |
|                                                        | Pirate             | Jebediah Hedges   | 170    | 0.3  | +0.3  |
| Majorité                                               | Majorité           | Majorité          | 14,864 | 29.3 | +13.3 |
| Participation                                          | Participation      | Participation     | 50,736 | 66.3 | +4.9  |
|                                                        | Labour Co-op hold  | Labour Co-op hold | Swing  | +6.7 |       |

| Élections générales de 2015: Cardiff South and Penarth, |                    |                   |        |      |       |
| Parti                                                   | Parti              | Candidat          | Votes  | %    | ±     |
|                                                         | Labour Co-op       | Stephen Doughty   | 19,966 | 42.8 | +3.9  |
|                                                         | Conservateur       | Emma Warman       | 12,513 | 26.8 | -1.5  |
|                                                         | UKIP               | John Rees-Evans   | 6,423  | 13.8 | +11.2 |
|                                                         | Plaid Cymru        | Ben Foday         | 3,443  | 7.4  | +3.2  |
|                                                         | Libéral Démocrates | Nigel Howells     | 2,318  | 5.0  | -17.3 |
|                                                         | Green              | Anthony Slaughter | 1,746  | 3.7  | +2.5  |
|                                                         | TUSC               | Ross Saunders     | 258    | 0.6  | N/A   |
| Majorité                                                | Majorité           | Majorité          | 7,453  | 16.0 | −11.4 |
| Participation                                           | Participation      | Participation     | 46,667 | 61.4 | +1.2  |
|                                                         | Labour Co-op hold  | Labour Co-op hold | Swing  | +2.7 |       |

| Élection partielle de 2012: Cardiff South and Penarth |                    |                   |        |      |       |
| Parti                                                 | Parti              | Candidat          | Votes  | %    | ±     |
|                                                       | Labour Co-op       | Stephen Doughty   | 9,193  | 47.3 | +8.4  |
|                                                       | Conservateur       | Craig Williams    | 3,859  | 19.9 | -8.4  |
|                                                       | Libéral Démocrates | Bablin Molik      | 2,103  | 10.8 | −11.5 |
|                                                       | Plaid Cymru        | Luke Nicholas     | 1,854  | 9.5  | +5.3  |
|                                                       | UKIP               | Simon Zeigler     | 1,179  | 6.1  | +3.5  |
|                                                       | Green              | Anthony Slaughter | 800    | 4.1  | +2.9  |
|                                                       | Socialist Labour   | Andrew Jordan     | 235    | 1.2  | N/A   |
|                                                       | Communiste         | Robert Griffiths  | 213    | 1.1  | +0.7  |
| Majorité                                              | Majorité           | Majorité          | 5,334  | 27.4 | +16.8 |
| Participation                                         | Participation      | Participation     | 19,436 | 25.7 | -34.8 |
|                                                       | Labour Co-op hold  | Labour Co-op hold | Swing  | N/A  |       |

| Élections générales de 2010: Cardiff South and Penarth, |                    |                   |        |      |       |
| Parti                                                   | Parti              | Candidat          | Votes  | %    | ±     |
|                                                         | Labour Co-op       | Alun Michael      | 17,262 | 38.9 | −7.7  |
|                                                         | Conservateur       | Simon Hoare       | 12,553 | 28.3 | +4.4  |
|                                                         | Libéral Démocrates | Dominic Hannigan  | 9,875  | 22.3 | +2.4  |
|                                                         | Plaid Cymru        | Farida Aslam      | 1,851  | 4.2  | −1.1  |
|                                                         | UKIP               | Simon Zeigler     | 1,145  | 2.6  | +1.2  |
|                                                         | Indépendant        | George Burke      | 648    | 1.5  | N/A   |
|                                                         | Green              | Matthew Townsend  | 554    | 1.2  | −0.6  |
|                                                         | Christian          | Clive Bate        | 285    | 0.6  | N/A   |
|                                                         | Communiste         | Robert Griffiths  | 196    | 0.4  | N/A   |
| Majorité                                                | Majorité           | Majorité          | 4,709  | 10.6 | -14.4 |
| Participation                                           | Participation      | Participation     | 44,369 | 60.2 | +2.0  |
|                                                         | Labour Co-op hold  | Labour Co-op hold | Swing  | −6.0 |       |

### Élections dans les années 2000
| Élections générales de 2005: Cardiff South and Penarth |                       |                         |        |      |      |
| Parti                                                  | Parti                 | Candidat                | Votes  | %    | ±    |
|                                                        | Labour Co-op          | Alun Michael            | 17,447 | 47.3 | −8.9 |
|                                                        | Conservateur          | Victoria Green          | 8,210  | 22.2 | +0.4 |
|                                                        | Libéral Démocrates    | Gavin Cox               | 7,529  | 20.4 | +7.6 |
|                                                        | Plaid Cymru           | Jason Toby              | 2,023  | 5.5  | 0.0  |
|                                                        | Green                 | John Matthews           | 729    | 2.0  | +2.0 |
|                                                        | UKIP                  | Jennie Tuttle           | 522    | 1.4  | 0.0  |
|                                                        | Socialist Alternative | David Bartlett          | 269    | 0.7  | +0.7 |
|                                                        | Indépendant           | Andrew Taylor           | 104    | 0.3  | +0.3 |
|                                                        | Rainbow Dream Ticket  | Catherine Taylor-Dawson | 79     | 0.2  | +0.2 |
| Majorité                                               | Majorité              | Majorité                | 9,237  | 25.0 | -9.4 |
| Participation                                          | Participation         | Participation           | 36,912 | 56.2 | −0.9 |
|                                                        | Labour Co-op hold     | Labour Co-op hold       | Swing  | 4.7  |      |

| Élections générales de 2001: Cardiff South and Penarth |                    |                   |        |      |       |
| Parti                                                  | Parti              | Candidat          | Votes  | %    | ±     |
|                                                        | Labour Co-op       | Alun Michael      | 20,094 | 56.2 | +2.8  |
|                                                        | Conservateur       | Maureen Owen      | 7,807  | 21.8 | +1.1  |
|                                                        | Libéral Démocrates | Rodney Berman     | 4,572  | 12.8 | +3.4  |
|                                                        | Plaid Cymru        | Lila Haines       | 1,983  | 5.5  | +2.4  |
|                                                        | UKIP               | Justin Callan     | 501    | 1.4  | N/A   |
|                                                        | Socialist Alliance | David Bartlett    | 427    | 1.2  | N/A   |
|                                                        | ProLife Alliance   | Anne Savoury      | 367    | 1.0  | N/A   |
| Majorité                                               | Majorité           | Majorité          | 12,287 | 34.4 | +1.7  |
| Participation                                          | Participation      | Participation     | 35,751 | 57.1 | −11.2 |
|                                                        | Labour Co-op hold  | Labour Co-op hold | Swing  |      |       |

### Élections dans les années 1990
| Élections générales de 1997: Cardiff South and Penarth |                       |                     |        |      |       |
| Parti                                                  | Parti                 | Candidat            | Votes  | %    | ±     |
|                                                        | Labour Co-op          | Alun Michael        | 22,647 | 53.4 | −2.2  |
|                                                        | Conservateur          | Caroline E. Roberts | 8,786  | 20.7 | −12.9 |
|                                                        | Libéral Démocrates    | Simon J. Wakefield  | 3,964  | 9.3  | +1.5  |
|                                                        | New Labour            | John Foreman        | 3,942  | 9.3  | N/A   |
|                                                        | Plaid Cymru           | David B.L. Haswell  | 1,356  | 3.2  | +1.6  |
|                                                        | Référendum            | Phillip S.E. Morgan | 1,211  | 2.9  | N/A   |
|                                                        | Socialist Alternative | Mike K. Shepherd    | 344    | 0.8  | N/A   |
|                                                        | Natural Law           | Barbara Caves       | 170    | 0.4  | N/A   |
| Majorité                                               | Majorité              | Majorité            | 13,861 | 32.7 | +1.8  |
| Participation                                          | Participation         | Participation       | 42,420 | 68.3 | -8.9  |
|                                                        | Labour Co-op hold     | Labour Co-op hold   | Swing  |      |       |

| Élections générales de 1992: Cardiff South and Penarth, |                    |                    |        |      |       |
| Parti                                                   | Parti              | Candidat           | Votes  | %    | ±     |
|                                                         | Labour Co-op       | Alun Michael       | 26,383 | 55.5 | +8.8  |
|                                                         | Conservateur       | Thomas Jarvie      | 15,958 | 33.6 | −2.9  |
|                                                         | Libéral Démocrates | Prabhat Verma      | 3,707  | 7.8  | −7.6  |
|                                                         | Plaid Cymru        | Barbara Anglezarke | 776    | 1.6  | +0.3  |
|                                                         | Green              | Lester Davey       | 676    | 1.4  | N/A   |
| Majorité                                                | Majorité           | Majorité           | 10,425 | 21.9 | +11.7 |
| Participation                                           | Participation      | Participation      | 47,500 | 77.2 | +0.9  |
|                                                         | Labour Co-op hold  | Labour Co-op hold  | Swing  | +5.9 |       |

### Élections dans les années 1980
| Élections générales de 1987: Cardiff South and Penarth, |                   |                   |        |      |      |
| Parti                                                   | Parti             | Candidat          | Votes  | %    | ±    |
|                                                         | Labour Co-op      | Alun Michael      | 20,956 | 46.7 | +5.4 |
|                                                         | Conservateur      | Gareth Neale      | 16,382 | 36.5 | +0.6 |
|                                                         | Libéral           | Jenny Randerson   | 6,900  | 15.4 | −5.4 |
|                                                         | Plaid Cymru       | Sian Edwards      | 599    | 1.3  | −0.3 |
| Majorité                                                | Majorité          | Majorité          | 4,574  | 10.2 | +4.7 |
| Participation                                           | Participation     | Participation     | 44,837 | 76.4 | +5.3 |
|                                                         | Labour Co-op hold | Labour Co-op hold | Swing  |      |      |

| Élections générales de 1983: Cardiff South and Penarth, |                                  |                       |        |      |     |
| Parti                                                   | Parti                            | Candidat              | Votes  | %    | ±   |
|                                                         | Labour                           | James Callaghan       | 17,488 | 41.3 | N/A |
|                                                         | Conservateur                     | David Tredinnick      | 15,172 | 35.9 | N/A |
|                                                         | Libéral                          | Winston Roddick       | 8,816  | 20.8 | N/A |
|                                                         | Plaid Cymru                      | Sian Anghared Edwards | 673    | 1.6  | N/A |
|                                                         | Freedom from World Domination    | Benjamin Thomas Lewis | 165    | 0.4  | N/A |
| Majorité                                                | Majorité                         | Majorité              | 2,316  | 5.5  | N/A |
| Participation                                           | Participation                    | Participation         | 42,314 | 71.1 | N/A |
|                                                         | Labour Vainqueur (nouveau siège) |                       |        |      |     |